# Айдаровское сельское поселение (Воронежская область)
Айдаровское сельское поселение — муниципальное образование в Рамонском районе Воронежской области.
Административный центр — село Айдарово, расположено в 4 км от рабочего посёлка Рамонь.

## География
Сельское поселение расположено в юго-восточной части района. На севере территория поселения граничит с Берёзовским сельским поселением, на северо-востоке с Рамонским городским поселением, восточная граница проходит по реке Воронеж, на юге граничит с городским округом — город Воронеж, на западе с Горожанским, Новоживотинновским и Яменским сельскими поселениями.

## Население
| 2010  | 2012  | 2013  | 2014  | 2015  | 2016  | 2017  |
| ----- | ----- | ----- | ----- | ----- | ----- | ----- |
| 5070  | ↗5116 | ↘5043 | ↘4949 | ↗4975 | →4975 | ↗5069 |
| 2018  |       |       |       |       |       |       |
| ↗5174 |       |       |       |       |       |       |

## Состав поселения
В состав территории поселения входят:
- село Айдарово,
- посёлок ВНИИСС,
- хутор Красное,
- село Староживотинное,
- село Чертовицы.

## Экономика
На территории Айдаровского сельского поселения находятся 25 предприятий, из которых 4 промышленных и 1 сельскохозяйственное предприятие, 11 крестьянско-фермерских хозяйств, 2 научно-исследовательских института ВНИИСС и ВНИИЗР, ФГУП им. А. Л. Мазлумова Россельхозакадемии, ООО «Санаторий им. Ф. Э. Дзержинского», Чертовицкий детский санаторий, заводы: «Технопластик», «Унипак», «Автостройстекло», «Бетагран Рамонь».

## Социальная сфера

### Образование
На территории Айдаровского сельского поселения функционирует МКОУ Рамонская СОШ №2, расположенная в поселке ВНИИСС.

### Здравоохранение
На территории Айдаровского сельского поселения функционируют:
- Айдаровский фельдшерско-акушерский пункт ;
- Центр общей врачебной практики в поселке ВНИИСС;
- Фельдшерско-акушерский пункт в селе Чертовицы;
- Две аптеки в поселке ВНИИСС и селе Чертовицы.[12]

## Археология
На мысу правого берега реки Воронеж в 3,5 км от села Староживотинное находится Животинное городище, заселение которого славянами произошло во второй половине VIII века. Cлавяне Животинного городища активно торговали с населением салтово-маяцкой культуры и участвовали в транзитной сухопутной торговле по пути из Булгара в Киев. Во второй половине X века переселившиеся со Среднего Дона славяне принесли на Животинное городище характерный орнамент на керамике в виде веревочного штампа. Жизнь на славянском Животинном городище к середине XI века. Древнерусский посёлок, возникший на славянском Животинном городище, был кратковременным, основное время его бытования относится к первой половине XIII века. Помимо славянских материалов боршевской культуры VIII — начала XI века, на городище найдены артефакты эпохи бронзы, раннего железного века, сарматского периода, середины I тысячелетия нашей эры.